# أندريا أورتيغا-لي
أندريا أورتيغا لي فنانة وممثلة وكاتبة مكسيكيّة. وهي معروفة أيضًا باسم منشيتا.
بعد أن تركت وظيفتها في مجال الإعلان، بدأت أندريا مانشيتا بتكرار مكبرات صوت الكوميديا المفتوحة في المراحل المبكرة من مشهد الكوميديا المتصاعد في مكسيكو سيتي.
ظهرت في فيلم Comedy Central Presents لأمريكا اللاتينية و Stand Parados وهي أيضًا ضيفة منتظمة في El Incorrecto و Celebrity Rooms on E.
في عام 2013، كتبت عن SNL Mexico حيث قابلت أوجينيو ديربيز، الذي أوصى بها للجزء الرئيسي من فيلم 2015 Ramona y los escarالملقب Ella es Ramona).

## أعمالها
2015 : Ramona y los escarabajos بشخصية Ramona (سينما) 
2015 : La Sketchería (تلفزيون)
2017 : 3 Idiotas
2017 : ¿Quién mató a Julio César?
2017 : Su nombre era Dolores, la Jenn que yo conocí
2017 : Paquita la del Barrio